# باد هولواي
باد هولواي هو لاعب هوكي الجليد كندي، ولد في 1 مارس 1988 في Wapella, Saskatchewan ‏ في كندا.

## وصلات خارجية
- باد هولواي على موقع دوري الهوكي الوطني (الإنجليزية)
- باد هولواي على موقع قاعة مشاهير الهوكي (لاعب أن.إتش.أل) (الإنجليزية)
- باد هولواي على موقع EliteProspects.com (الإنجليزية)
- باد هولواي على موقع Eurohockey.com (الإنجليزية)
- باد هولواي على موقع HockeyDB.com (الإنجليزية)
- باد هولواي على موقع Hockey-Reference.com (الإنجليزية)